# Százados úti művésztelep
A Százados úti művésztelep Budapest első művésztelepeként épült, egyben Európa legrégibb folyamatosan működő művésztelepe.
Az itt élő művészek nem alkotnak szoros művészeti csoportosulást, különböző felfogásban készítik műveiket. A képzőművészet és iparművészet legkülönbözőbb területein alkotnak. 1997-ben megalapították a Százados úti Művésztelep Egyesületet, mely rendszeresen kiállításokon mutatja be az itt születő alkotásokat.

## Története
Létesítését 1909-ben kezdeményezték, 1910-ben hagyták jóvá, és 1911 novemberében már beköltöztek az első lakók. A terveket Wossala Sándor készítette. Tizenöt földszintes ház épült huszonnyolc műteremmel az akkori Budapest peremén. Temető, vasút és laktanyák választották el a voltaképpeni várostól. Kertészetek övezték, és szomszédságában épült fel a Fővárosi Kenyérgyár. Feljegyzések szerint ideiglenesnek építették a telepet; végleges helyéül Zugliget volt kijelölve, de az első világháború elsöpörte a terveket. A telep 1923-ban kapott villanyvilágítást. 1949 óta a Józsefváros része, korábban Kőbányához tartozott.

## Alkotók a múltban (válogatás)
- Antal Károly
- Balázs István
- Bencsik István
- Boldogfai Farkas Sándor
- Búza Barna
- Cser Károly
- Csíkász Imre
- Csontos László
- Czigány Dezső
- Dienes Gábor
- Farkas Aladár
- Gábor Móric
- Gáli József író
- Grantner Jenő
- Gömbös László
- Ispánki József
- Kádár Béla
- Kákonyi István
- Kamotsay István
- Kerényi Jenő
- Kisfaludi Strobl Zsigmond
- Kiss István
- Kiss Zoltán László
- Kovács Tamás
- Kurucz D. István
- Lugossy Mária
- Makrisz Agamemnon
- Makrisz Zizi
- Medgyessy Ferenc
- Mikus Sándor
- Moldován István
- Pór Bertalan
- Sámuel Kornél
- Sidló Ferenc
- Stöckert Károly
- Szabó Iván
- Szalai Zoltán
- Szentgyörgyi István
- Szlávics László, id.
- Szombath Béla
- Tácsik János
- Tóth B. László
- Vas Viktor
- Váradi Sándor

## Alkotók napjainkban
- Balás Eszter
- Balogh Zsófia
- Bikácsi Daniela
- Bohus Áron
- Bohus Zoltán
- Buda Gábor
- Buda István
- Dús László
- Füspök Zoltán
- Gádor Magda
- Gáts Tibor
- Gregus Ilona
- Ispánki Mária
- Kákonyi Zsófia
- Káldi Katalin
- Katona Zsuzsa
- Kiss Lenke Dorottya
- Kovács Lola
- Kurucz István András
- Láng-Miticzky András
- Láng-Miticzky Gábor
- Makó Judit
- Márkus Péter
- Marton Magda
- Mihály Anna
- Mihály Gábor
- Moldován Angéla
- Nagy Sándor
- Palotás József
- Péter Ágnes
- Ridovics András
- Ridovics Eszter
- Ridovics Péter
- Somogyi Gábor
- Somogyi András
- Szabó Ádám
- Szabó Csilla
- Szabó Gábor
- Szabó Tamás
- Szabó Zsófia
- Szabó Virág
- Szalai Veronika
- Szanyi Péter
- Szekeres István
- Szlávics László, ifj.
- Trauths András
- Várnagy Ildikó

## További alkotók
Akik időszakosan a művésztelepen éltek és alkottak:
- Balla Margit festő, grafikus
- Bencsik András író, újságíró
- Bencsik Gábor  író, újságíró
- Bereményi Géza író, dramaturg, filmrendező
- Szabados Árpád festő, grafikus
- Szlávics Alexa képzőművész